# Stina Brockman
Stina Brockman, född 7 maj 1951, är en svensk fotograf.
Brockman är utbildad vid Konstfack och Kungliga Konsthögskolan. År 2001 ställde hon ut Sexy Eyes på Moderna Museet. Hon är även representerad på Moderna Museet och på Hasselbladstiftelsen.
Stina Brockman hör till de konstnärer och fotografer som skapat sin egen personliga värld av uttryck och precision. Gemensamt för de flesta av Brockmans fotografier är att de löser upp skillnaden mellan yttre och inre verklighet. I en film skapad av Fotoförfattarna inom Svenska Fotografers Förbund berättar hon om sitt konstnärskap.